# Narathura selama
Narathura selama är en fjärilsart som beskrevs av John Nevill Eliot 1959. Narathura selama ingår i släktet Narathura och familjen juvelvingar. Inga underarter finns listade i Catalogue of Life.